# 2002년 KIA 타이거즈 시즌
2002년 KIA 타이거즈 시즌은 KIA 타이거즈가 KBO 리그에 참가한 2번째 시즌으로, 해태 타이거즈 시절까지 합하면 21번째 시즌이다. 김성한 감독이 팀을 이끈 2번째 시즌으로, 팀은 정규시즌 2위에 오르며(1992년 해태 이후 10년만에 플레이오프 진출) 5년 만에 포스트시즌에 진출했다. 그러나 플레이오프에서는 주전 소방수와 쓸만한 좌투수 부재에 시달려 2차전 이후 앞서나갔음에도 LG 트윈스에게 4차전부터 2패를 당하여  2승 3패로 밀리며 최종 순위는 3위가 되었다.
특히  에이스 최상덕이 허약한 마운드(중간계투가 가장 부실했음)를 지켜내기 위해 2000년 2001년 모두 185이닝 이상을 던져 무리한(2000년 30경기 12승(모두 선발)(손민한 송진우와 공동 6위) 9패 185.2이닝 94자책점 ERA 4.56 2001년 29경기 12승(모두 선발)(전준호(현대)와 공동 7위) 10패 185.1이닝 89자책점 ERA 4.32) 탓인지 오른쪽 어깨 회전근 이상으로 인해 24경기 8승(모두 선발) 7패 13이닝 66자책점 ERA 4.47에 그쳤으며 쓸만한 좌완투수 보강을 위하여 김상현을 내준 뒤 LG에서 시즌 도중 영입한 방동민이 이적한 지 15일도 안 돼 팔꿈치 인대가 찢어지는 부상을 당하여 LG 포함 6경기 밖에 출전하지 못했다.
그 탓인지 시즌 초부터 마무리로 18세이브포인트(13세이브 5구원승)를 기록했으나 불안한 모습을 자주 보인  외국인 투수 리오스가  8월 2일 광주 SK전부터 선발로 보직변경하기도 했고 리오스는 9월 28일 광주 LG전에서 12회초 구원등판 후  공 1개만 던진 뒤 행운의 승리(3-3 동점이던 연장 12회말 홍세완 끝내기 스퀴즈)를 안기도 했다.

## 타이틀
- 부산 아시안 게임 금메달: 김성한(코치), 김종국, 이종범, 장성호, 김진우, 김상훈
- KBO 골든글러브: 김종국 (2루수), 이종범 (외야수)
- 매직글러브: 김종국 (2루수)
- 올스타 선발: 김상훈 (포수), 장성호 (1루수), 김종국 (2루수), 홍세완 (유격수), 정성훈 (3루수), 이종범 (외야수), 김창희 (외야수), 신동주 (지명타자)
- 올스타전 추천선수: 최상덕
- 컴투스프로야구 레전드 카드: 김종국
- 컴투스프로야구2022 타이틀홀더 라인업: 김진우 (선발투수), 장성호 (1루수)
- 컴투스프로야구 나때는 말이야 라인업: 김종국 (2루수)
- 컴투스프로야구 2000년대 KIA 타이거즈 라인업: 김진우 (선발투수), 김종국 (2루수)
- 컴투스프로야구 주요 외국인선수 라인업: 리오스 (선발투수)
- 출장(타자): 김종국, 장성호 (133)
- 도루: 김종국 (50)
- 고의4구: 장성호 (14)
- 희생플라이: 장성호 (8)
- 타율: 장성호 (0.343)
- 출루율: 장성호 (0.445)
- 선발등판: 키퍼 (32)
- 다승: 키퍼 (19)
- 선발승: 키퍼 (19)
- 탈삼진: 김진우 (177)
- 수비이닝: 장성호 (1152.1)
- 풋아웃: 장성호 (1186)
- 어시스트: 김종국 (421)
- 병살 처리: 장성호 (101)
- BB/K: 장성호 (1.62)

### 퓨처스리그
- 남부리그 출루율: 이재주 (0.367)
- 남부리그 장타율: 이재주 (0.530)
- 남부리그 OPS: 이재주 (0.897)
- 홈런: 이재주 (9)
- 남부리그 도루: 심제훈 (17)
- 남부리그 세이브: 곽채진, 성영재 (4)
- 홀드: 문수호 (6)

## 선수단
- 선발투수 : 키퍼, 김진우, 최상덕, 박진철, 강철민, 손혁, 이원식
- 구원투수 : 이강철, 오봉옥, 박충식, 신용운, 곽현희, 가내영, 오철민, 김주철, 곽채진, 이윤학, 방동민, 이병석, 성영재, 최영완
- 마무리투수 : 리오스, 윤형진
- 포수 : 황성기, 이재주, 김지훈, 김지영, 김상훈
- 1루수 : 장성호
- 2루수 : 김종국
- 유격수 : 홍세완
- 3루수 : 정성훈, 김상현, 이현곤, 김태룡
- 좌익수 : 김경언, 신동주, 뉴선, 장정석
- 중견수 : 김창희
- 우익수 : 이종범, 김인철, 심제훈
- 지명타자 : 펨버튼, 김민철, 조민철, 장일현, 최익성, 오우진, 이동수, 이대진

## 여담
- 홈구장인 무등 야구장의 펜스를 1m 앞으로 당겼다.
- 김창희는 이 시즌에 좌익수로도 많이 출전했는데, wRC+ 54.7에 그쳐 300타석 이상 소화한 좌익수 중 KBO 리그 역대 단일 시즌 최저 wRC+를 기록했다.
- 외국인 투수 키퍼와 리오스는 33승을 합작하여 구단 사상 외국인 투수 합작 최다 승을 기록했다.
- 이대진은 이 시즌 야수로 뛰었으나 WAR -0.52에 그쳤다.
- 김태룡은 이 시즌을 끝으로 은퇴하여 KBO 리그 역대 30대 통산 최저 WAR(-3.33)을 기록한 타자가 되었다.
- 이종범은 당시 KBO 리그 내 최고 연봉자였다.